# Schloss Staufeneck

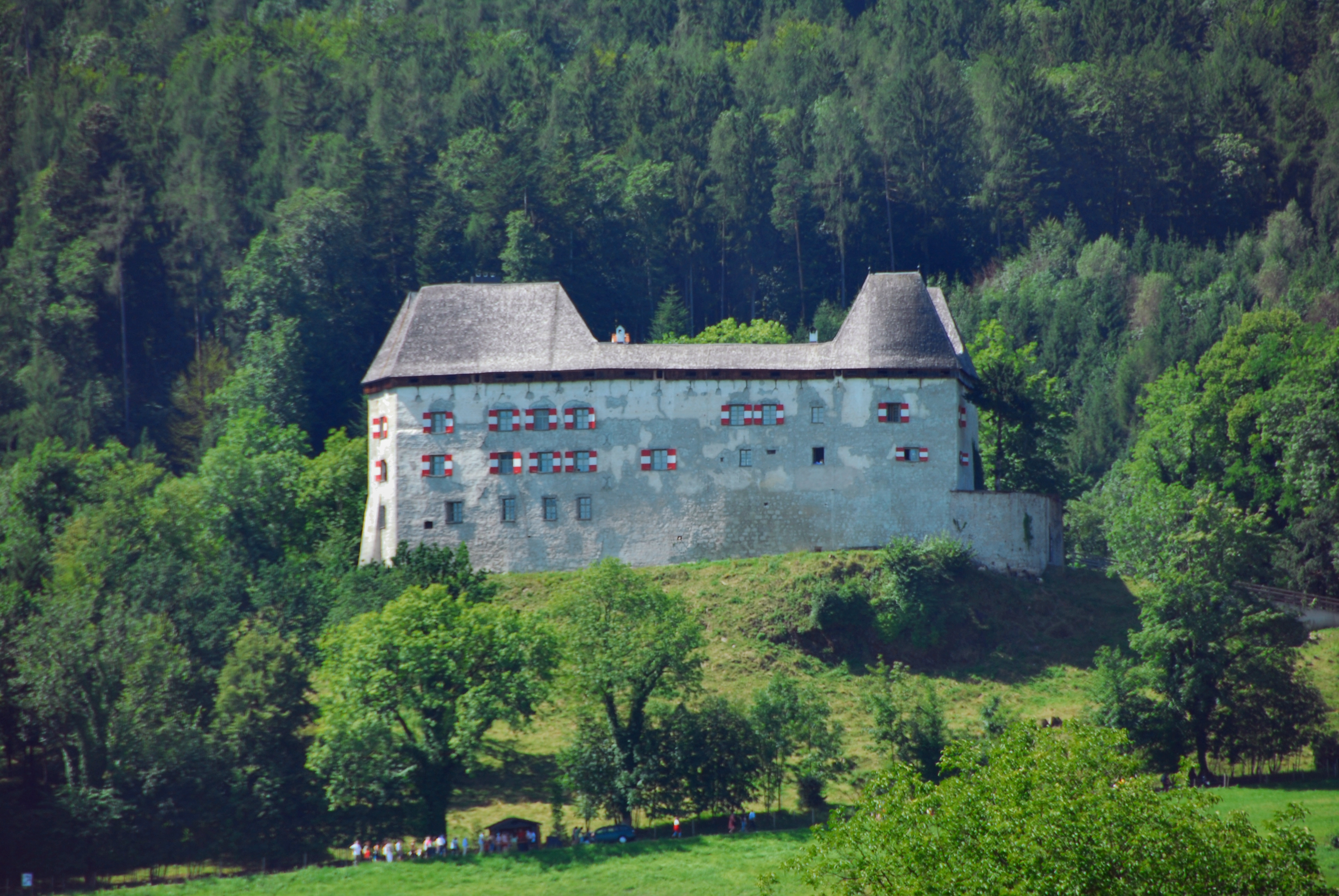
Schloss Staufeneck

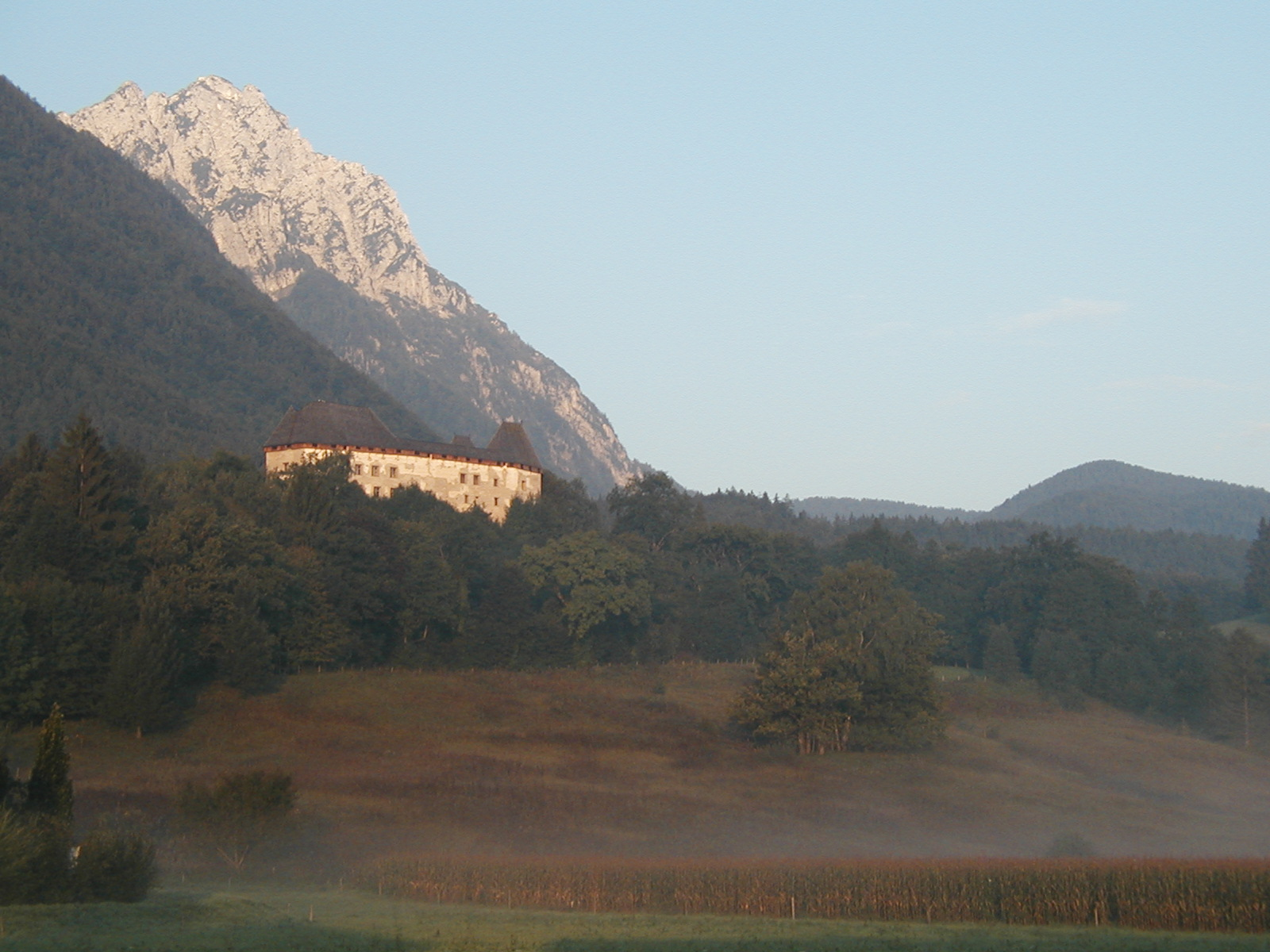
Schloss Staufeneck vor dem Hochstaufen

Das Schloss Staufeneck (auch: Stauffenegg, Staufenägg u. Ä.) ist eine denkmalgeschützte Festung in Mauthausen (Piding), einem Ortsteil von Piding im Landkreis Berchtesgadener Land am Fuße des Hochstaufen. Die ursprüngliche Burg entstand um 1240 unter den Grafen von Plain. Ihre Herrschaft ging an das Erzstift Salzburg über, das es als Sitz des salzburgischen Pfleggerichts Staufeneck nutzte. 1816 kam es, wie der ganze Rupertiwinkel, zum Königreich Bayern und befindet sich seit 1870 in Privateigentum. Die Anlage ist unter der Aktennummer D-1-72-128-25 als denkmalgeschütztes Baudenkmal von Mauthausen verzeichnet. Ebenso wird sie als Bodendenkmal unter der Aktennummer D-1-8243-0130 im Bayernatlas als „untertägige mittelalterliche und frühneuzeitliche Befunde im Bereich von Burg Staufeneck bei Piding“ geführt.

## Geschichte

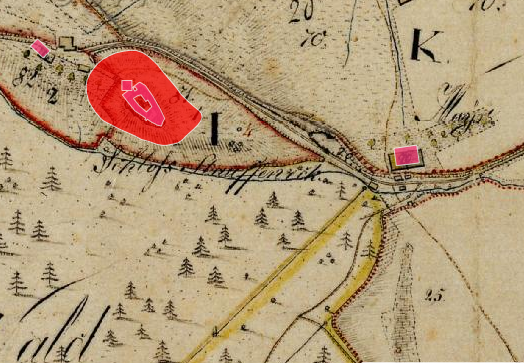
Lageplan von Schloss Staufeneck auf dem Urkataster von Bayern

Die ursprüngliche Burg war um 1240 von den Herren von Staufeneck, die im Dienst der Grafen von Plain standen, erbaut worden. Im Jahr 1306 verkauften die Burggrafen von Staufeneck ihre Herrschaft an das Erzstift Salzburg, dem es von 1365 bis 1805 als Pfleggericht, u. a. für den Rupertiwinkel, diente.  1503–13 ließ Erzbischof Leonhard von Keutschach die Anlage erweitern und fortifizieren, sie erhielt dabei ihr wehrhaftes Erscheinungsbild. Über dem Eingangsportal ist das Wappen Leonhard von Keutschachs mit der Rübe angebracht, zusammen mit der Inschrift: Ertzb[ischof] Leonhart zu Salzb[urg] hat das Slos paut und volbracht anno Dom[in]i 1513 Iar. Mit dem Vertrag von München 1816, nach den Koalitionskriegen, kam das Gebiet des Pfleggerichtes zusammen mit Staufeneck zu Bayern. Das jetzt als Schloss bezeichnete mittelalterliche Gebäude befindet sich seit 1870 in Privateigentum. Im 20. Jahrhundert beherbergte es einige Jahre lang ein Museum. Nach einer umfassenden Sanierung ist es heute wieder bewohnt.

## Sonstiges
Rund um Schloss Staufeneck findet seit 2005 alljährlich im August ein Mittelaltermarkt statt.
Schloss Staufeneck ist eine Station auf dem Reichenhaller Burgenweg. Dieser knapp 30 km lange Rundwanderweg führt zu 17 Burgen, Schlössern und Befestigungsanlagen in Bad Reichenhall und den umliegenden Gemeinden.